# Anvil Vapre
Anvil Vapre è un EP del duo di musica elettronica britannico Autechre, pubblicato nel 1995.

## Tracce
1. Second Bad Vilbel – 9:45
2. Second Scepe – 7:44
3. Second Scout – 7:21
4. Second Peng – 10:53

## Formazione
- Sean Booth
- Rob Brown